# Världsmästerskapen i bordtennis 1971
Världsmästerskapen i bordtennis 1971  hölls i Nagoya, Japan mellan den 28 mars och 7 april 1971. Stellan Bengtsson, 18 år gammal, vann överraskande som förste svensk singeln i dåtidens dominantland Japan.

## Resultat

### Lag
| Event      | Guld                                                              | Silver                                                                      | Brons                                                                                      |
| Lag herrar | Kina Li Furong Li Jingguang Liang Geliang Xi Enting Zhuang Zedong | Japan Nobuhiko Hasegawa Tetsuo Inoue Shigeo Itoh Mitsuru Kohno Tokio Tasaka | Jugoslavien Zlatko Cordas Milivoj Karakasevic ıstvan Korpa Antun Stipančić Dragutin Šurbek |
| Lag damer  | Japan Yasuko Konno Toshiko Kowada Emiko Ohba Yukie Ohzeki         | Kina Li Li Lin Huiqing Lin Meiqun Zheng Minzhi                              | Sydkorea Choi Jung-Sook Chung Hyun-Sook Lee Ailesa Na In-Sook                              |

### Individuellt
| Event       | Guld                                                         | Silver                          | Brons                            |
| Herrsingel  | Stellan Bengtsson (finalsiffror: 21-17, 19-21, 21-13, 21-10) | Shigeo Itoh                     | Xi Enting                        |
| Herrsingel  | Stellan Bengtsson (finalsiffror: 21-17, 19-21, 21-13, 21-10) | Shigeo Itoh                     | Dragutin Šurbek                  |
| Damsingel   | Lin Huiqing                                                  | Zheng Minzhi                    | Ilona Vostova                    |
| Damsingel   | Lin Huiqing                                                  | Zheng Minzhi                    | Li Li                            |
| Herrdubbel  | István Jónyer Tibor Klampár                                  | Liang Geliang Zhuang Zedong     | Nobuhiko Hasegawa Tokio Tasaka   |
| Herrdubbel  | István Jónyer Tibor Klampár                                  | Liang Geliang Zhuang Zedong     | Katsuyuki Abe Yujiro Imano       |
| Damdubbel   | Lin Huiqing Zheng Minzhi                                     | Mieko Hirano Reiko Sakamoto     | Miho Hamada Yukie Ohzeki         |
| Damdubbel   | Lin Huiqing Zheng Minzhi                                     | Mieko Hirano Reiko Sakamoto     | Yukiko Kawamorita Setsuko Kobori |
| Mixeddubbel | Zhang Xielin Lin Huiqing                                     | Antun Stipančić Maria Alexandru | Eberhard Scholer Diane Scholer   |
| Mixeddubbel | Zhang Xielin Lin Huiqing                                     | Antun Stipančić Maria Alexandru | Tokuyasu Nishii Mieko Fukuno     |